# Soy Luna, le mag
Soy Luna, le mag est une émission diffusée tous les vendredis après un épisode de la série télévisée Soy Luna présentée par Marie Lopez alias EnjoyPhoenix.
La musique du générique est le titre I Want to Dream de Hailey Rowe dont l'instrumental a été réarrangé.

## Contenu
Dans chaque épisode, Marie Lopez et d'autres présentatrices font des tutoriels sur le thème de la série Soy Luna sur le maquillage, le roller et autres. Des résumés des épisodes et des coulisses de la série sont aussi diffusés. 
Chaque épisode est partagée en trois parties : les bonus de la série (coulisses ou résumé des épisodes), le Tuto facile et le Tuto expert. 

## Figurantes
- Marie (EnjoyPhoenix)
- Amélia (Nymphea's Factory)
- Yoko (Yoko Nail Art)

## Épisodes
| Épisodes | Titre              | Diffusion  |
| -------- | ------------------ | ---------- |
| 1        |                    | 01/04/2016 |
| 2        | Les Rêves          | 22/04/2016 |
| 3        | Maquillage         | 29/04/2016 |
| 4        | Le Roller          | 06/05/2016 |
| 5        | Le Nail Art        | 13/05/2016 |
| 6        | L'École            | 20/05/2016 |
| 7        | Décorer sa chambre | 27/05/2016 |
| 8        | La Musique         | 03/06/2016 |
| 9        | L'Amour            | 10/06/2016 |